# Enrico Medioli
Enrico Medioli (Parma, 1925. március 17. – Orvieto, 2017. április 21.) olasz forgatókönyvíró.

## Filmjei
- Graziella (1955)
- Rocco és fivérei (Rocco e i suoi fratelli) (1960)
- Lettere di una novizia (1960)
- La ragazza con la valigia (1961)
- A párduc (Il gattopardo) (1963)
- Vaghe stelle dell'Orsa... (1965)
- Scusi, facciamo l'amore? (1968)
- Elátkozottak (La caduta degli dei (Götterdämmerung)) (1969)
- Splendori e miserie di Madame Royale (1970)
- A nyugalom első éjszakája (La prima notte di quiete) (1972)
- Ludwig (1973)
- Meghitt családi kör (Gruppo di famiglia in un interno) (1974)
- Az ártatlan (L'innocente) (1976)
- A kaméliás hölgy igaz története (La storia vera della signora dalle camelie) (1981)
- Az ajtó mögött (Oltre la porta) (1982)
- La certosa di Parma (1982, tv-film)
- Il petomane (1983)
- La bella Otero (1984, tv-film)
- Volt egyszer egy Amerika (Once Upon a Time in America) (1984)
- Gli occhiali d'oro (1987)
- A közönyösök (Gli indifferenti) (1988)
- I promessi sposi (1989, tv-film)
- Caccia alla vedova (1991)
- La famiglia Ricordi (1995, tv-film)
- Il grande fuoco (1995, tv-film)
- Il quarto re (1997, tv-film)
- Michele Strogoff – Il corriere dello zar (1999, tv-film)
- Üvöltő szelek (Cime tempestose) (2004, tv-film)
- La baronessa di Carini (2007, tv-film)
- Háború és béke (War and Peace) (2007, tv-film)
- Coco Chanel (2008, tv-film)
- Cenerentola (2011, tv-film)
- 20 anni (2012, dokumentumfilm)
- Les Damnés (2016, tv-film)